# Kongo Kong
Steven Wilson (Fort Wayne, 10 agosto 1979) è un wrestler statunitense.
È noto per aver militato ad Impact Wrestling con il ring name di Kongo Kong.

## Carriera di wrestler

### Global Force Wrestling (2015–2017)
Kong debutta nella federazione Global Force Wrestling (GFW) il 13 giugno 2015 nel corso del GFW Grand Slam Tour e viene sconfitto da Moose ed il 10 luglio 2015 in uno dei tre match del GFW Grand Slam Tour di Erie in Pennsylvania ha affrontato Nick Aldis perdendo.

Il 24 luglio 2015 Kong ha partecipato ad un torneo per il titolo GFW Global Championship arrivando nei quarti di finale dove ha di nuovo perso contro Nick Aldis.

### Impact Wrestling (2017-2019)
Debutta in IW il 13 aprile 2017 attaccando a sorpresa Braxton Sutter e Sienna e la settimana seguente sconfigge nel suo primo match Chris Silvio.

Il 27 aprile ha sconfitto Matt Sigmon.

## Nel wrestling
- Mosse finali
  - The Cracker-Jack[6] (Spear)
  - Diving splash[7]
  - Helldriver (Gorilla press powerslam)
- Mosse caratteristiche
  - Cannonball
  - Chokeslam backbreaker
  - Lariat[6]
  - Superbomb[6]
- Vallette
  - Laurel Van Ness
  - Sienna
- Manager
  - Truth Martini[8]
- Soprannomi
  - Fury Unleashed
- Musiche d'ingresso
  - The Healing Drum by Ganesha (Circuito indipendente Dal dicembre 2010 ad oggi)
  - Monster by Dale Oliver[9] (Impact Wrestling Da aprile 2017 ad oggi)

### Wrestlers di cui è stato allenatore
- Mark Vandy[8]

## Titoli e riconoscimenti
- American Pro Wrestling Alliance
  - APWA Quardruple Crown Championship (1 time)[10]
- Border City Wrestling
  - BCW Heavyweight Championship (1 time, current)[11]
- Crossfire Wrestling
  - CW Heavyweight Championship (1 time, current)[12]
- Extreme Wrestling Federation
  - EWF Heavyweight Championship (2 times)[13]
  - EWF Midwestern Championship (1 time)[14]
  - EWF Tag Team Championship (1 time) – with Hurricane[15]
- Independent Wrestling Association Mid-South
  - IWA Mid-South Heavyweight Championship (2 times)[16]
  - Ted Petty Invitational (2015)[17]
- Insanity Pro Wrestling
  - IPW World Championship (1 time)[18]
- Juggalo Championship Wrestling
  - JCW Heavyweight Championship (1 time, current)[19]
- Mid-Ohio Wrestling
  - Mid-Ohio Heavyweight Championship (1 time)[20]
- Price of Glory Wrestling
  - POGW Tag Team Championship (1 time) – with Idol Heinze[21]
- Pro Wrestling Illustrated
  - PWI ranked him #223 of the top 500 singles wrestlers in the PWI 500 in 2014[22]
- Pro Wrestling ZERO1
  - ZERO1 USA Northern States Championship (1 time)[23]
- Strong Style Wrestling
  - SSW Heavyweight Championship (1 time)[24]
- Xtreme Intense Championship Wrestling
  - XICW Proving Grounds Championship (1 time)[25]